# 啓脾湯

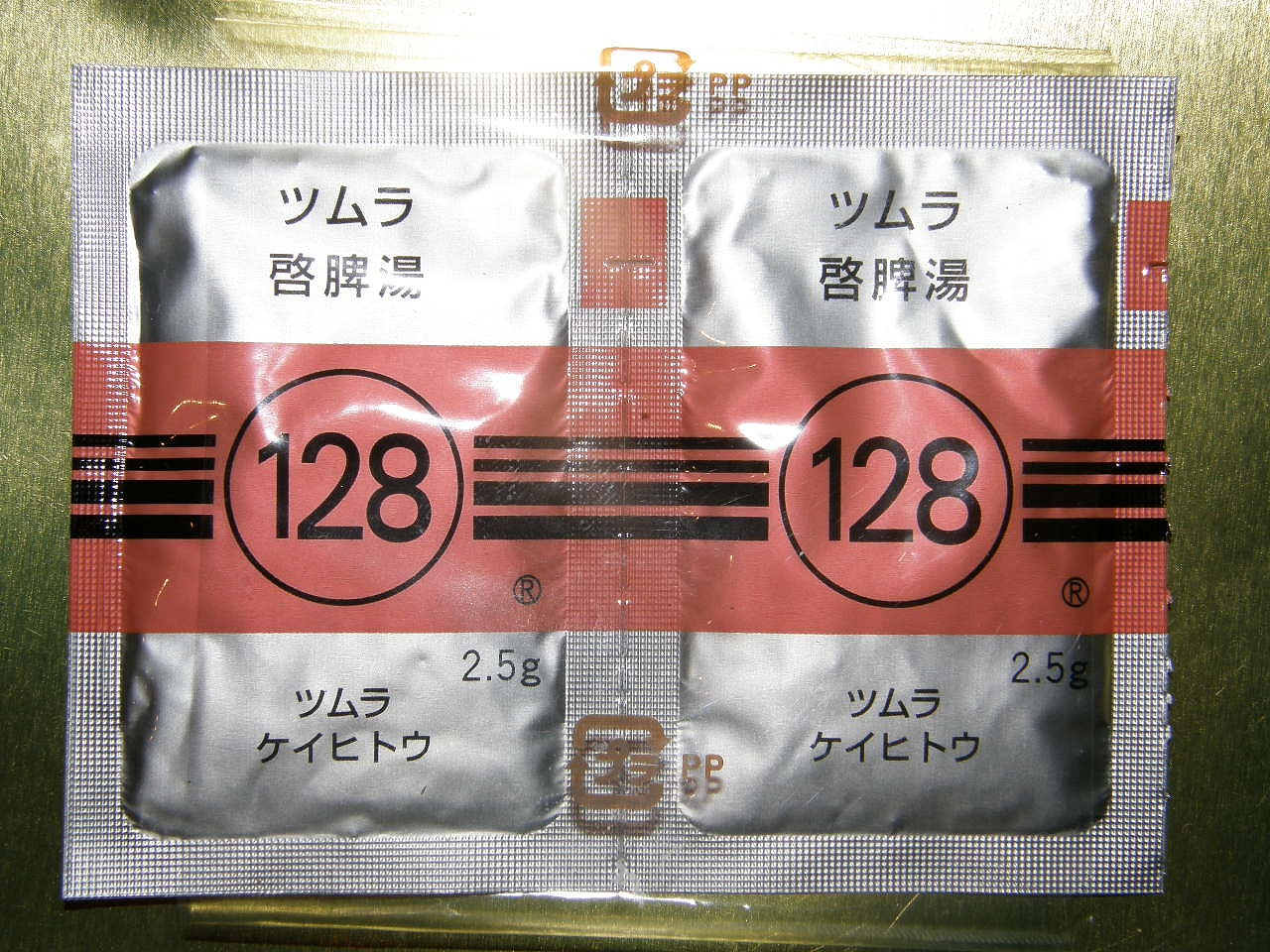
啓脾湯（ツムラ）

啓脾湯（けいひとう）は、漢方方剤の中でも下痢症や慢性胃腸炎、食欲不振、冷え性などに処方される漢方薬。寒虚証の者に多く処方される。

## 概要
適応する証は、虚証、寒証、湿証。痩せ型で顔色が悪く、冷え性、体力のあまりない人で下痢気味で食欲不振の傾向にあるものに処方される。胃腸の働きをよくして消化を助けるため、慢性胃腸炎、消化不良、下痢、胃腸虚弱などに効果がある。サンヤクという山芋の成分が入っている。明時代の「万病回春」という書物で紹介されている。

## 構成生薬
四君子湯のうち、人参、白朮、茯苓、甘草が気虚全般に効果がある。蓮肉、山薬は渋みがあり収斂作用を有するため下痢症状に効果がある。白朮と茯苓、沢瀉が湿（余分な水分）を処理するため、下痢を止めるだけではなく下痢をするような体質の改善に効果がある。山ざ子は消化不良でも、特に肉類の消化不良を改善する。また陳皮と共に腹部膨満感に効果がある。
- 茯苓 4.0
- 白朮 4.0 （日本のエキス製剤では蒼朮となっていることもある）
- 山薬 3.0
- 人参 3.0
- 蓮肉 3.0
- 山ざ子 2.0
- 沢瀉 2.0
- 陳皮 2.0
- 甘草 1.0

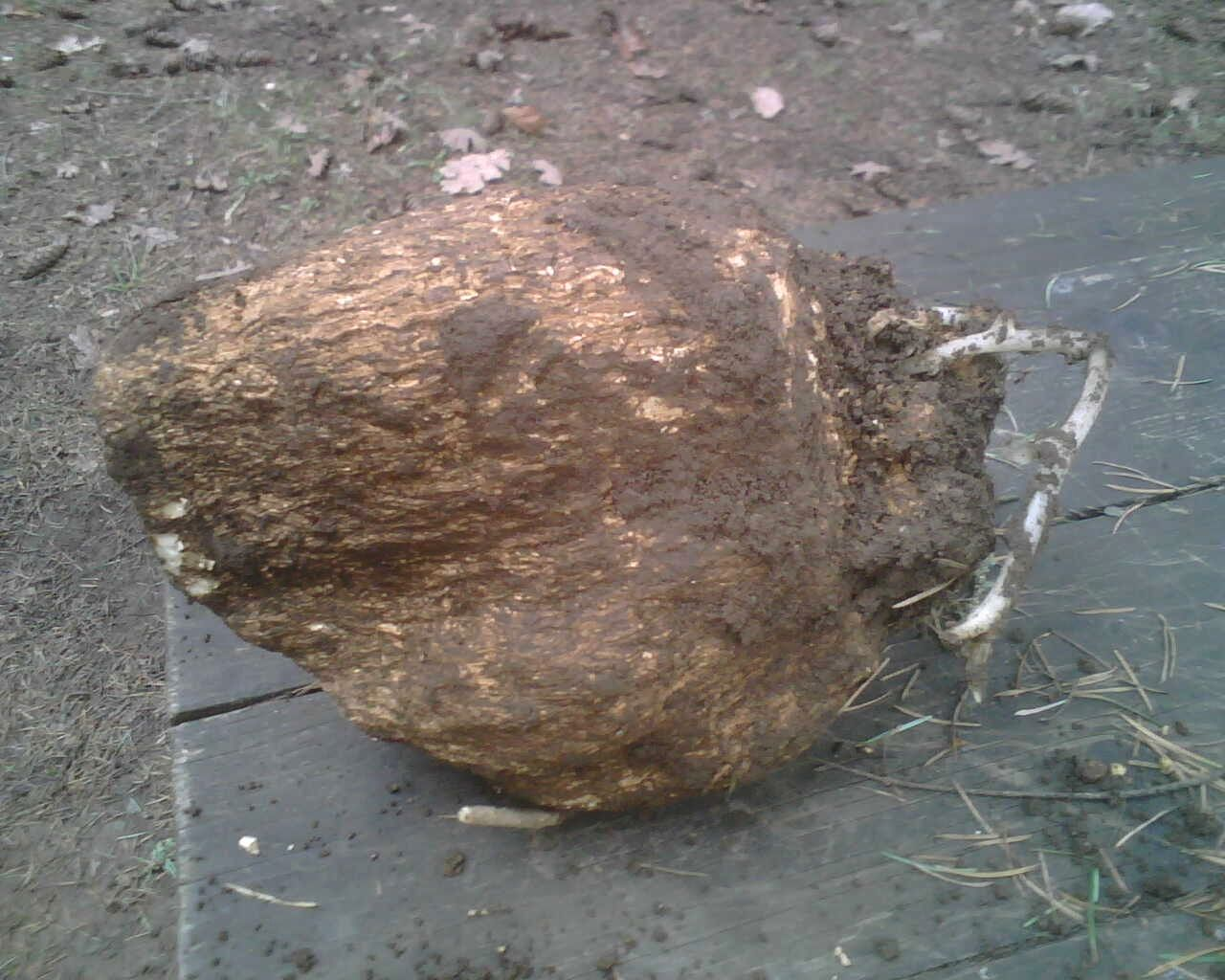
茯苓(ブクリョウ)
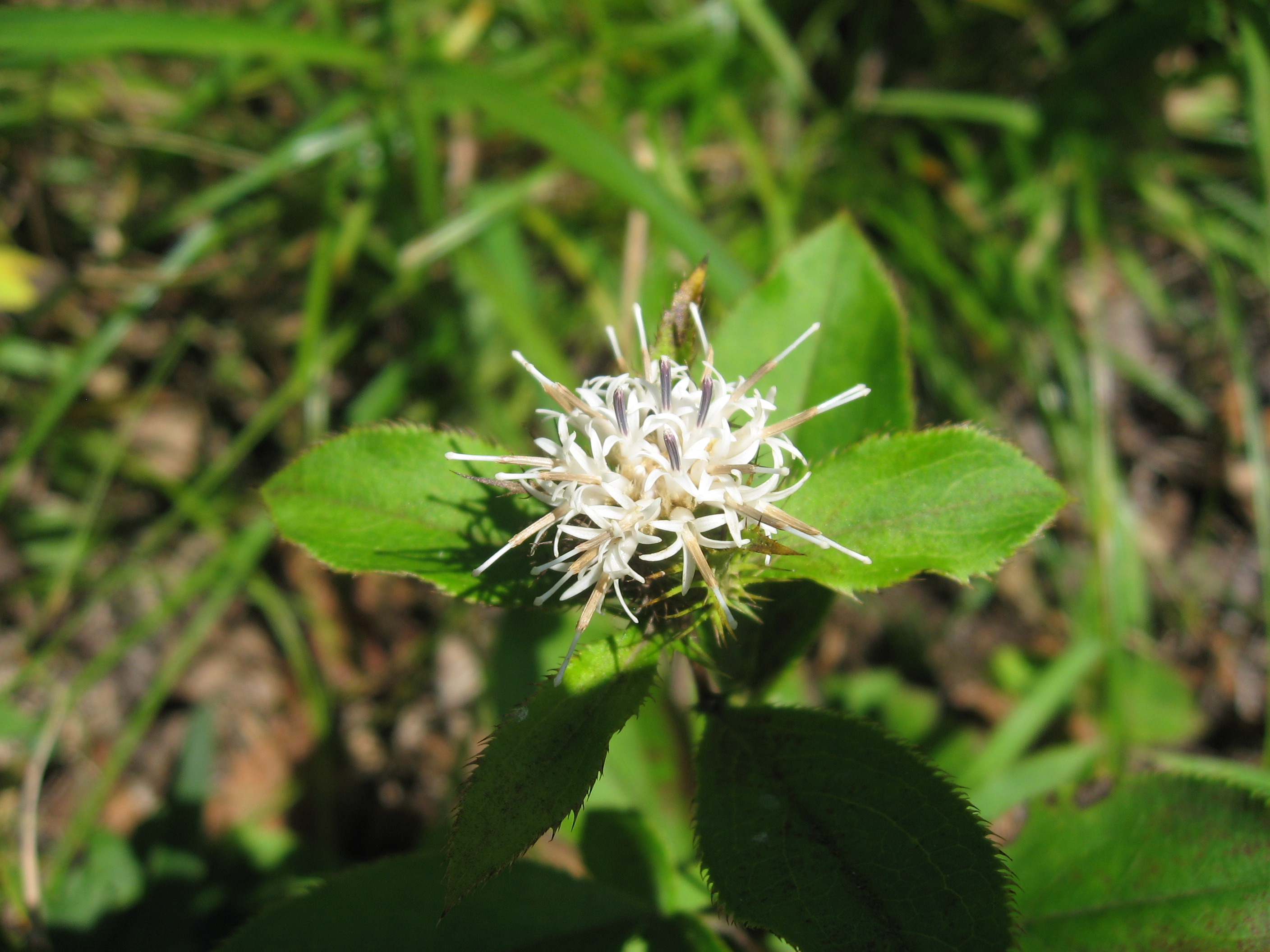
白朮
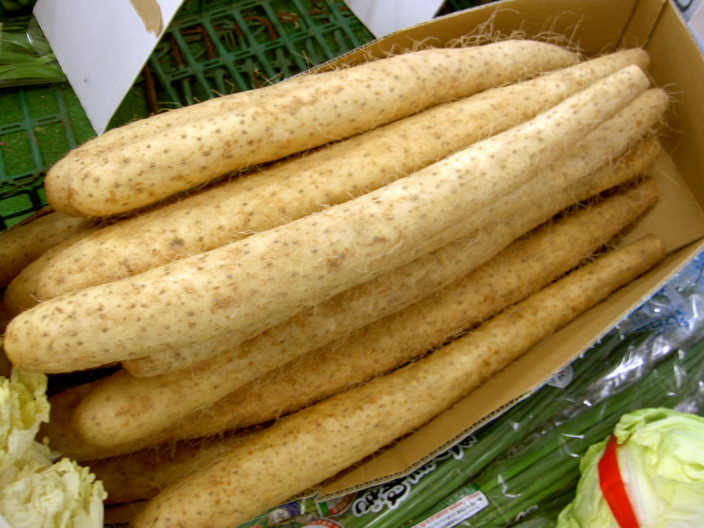
山薬
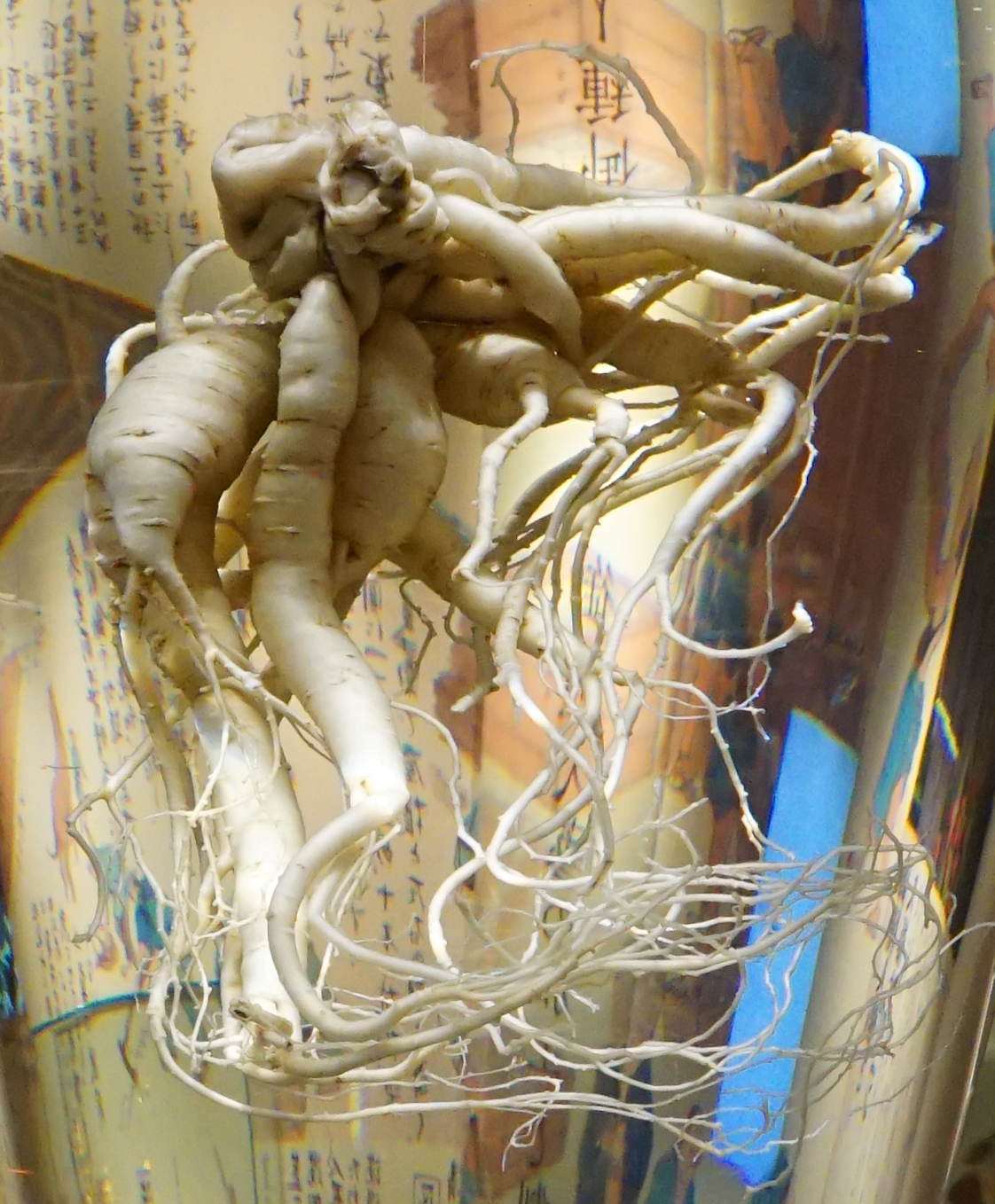
人参(ニンジン)
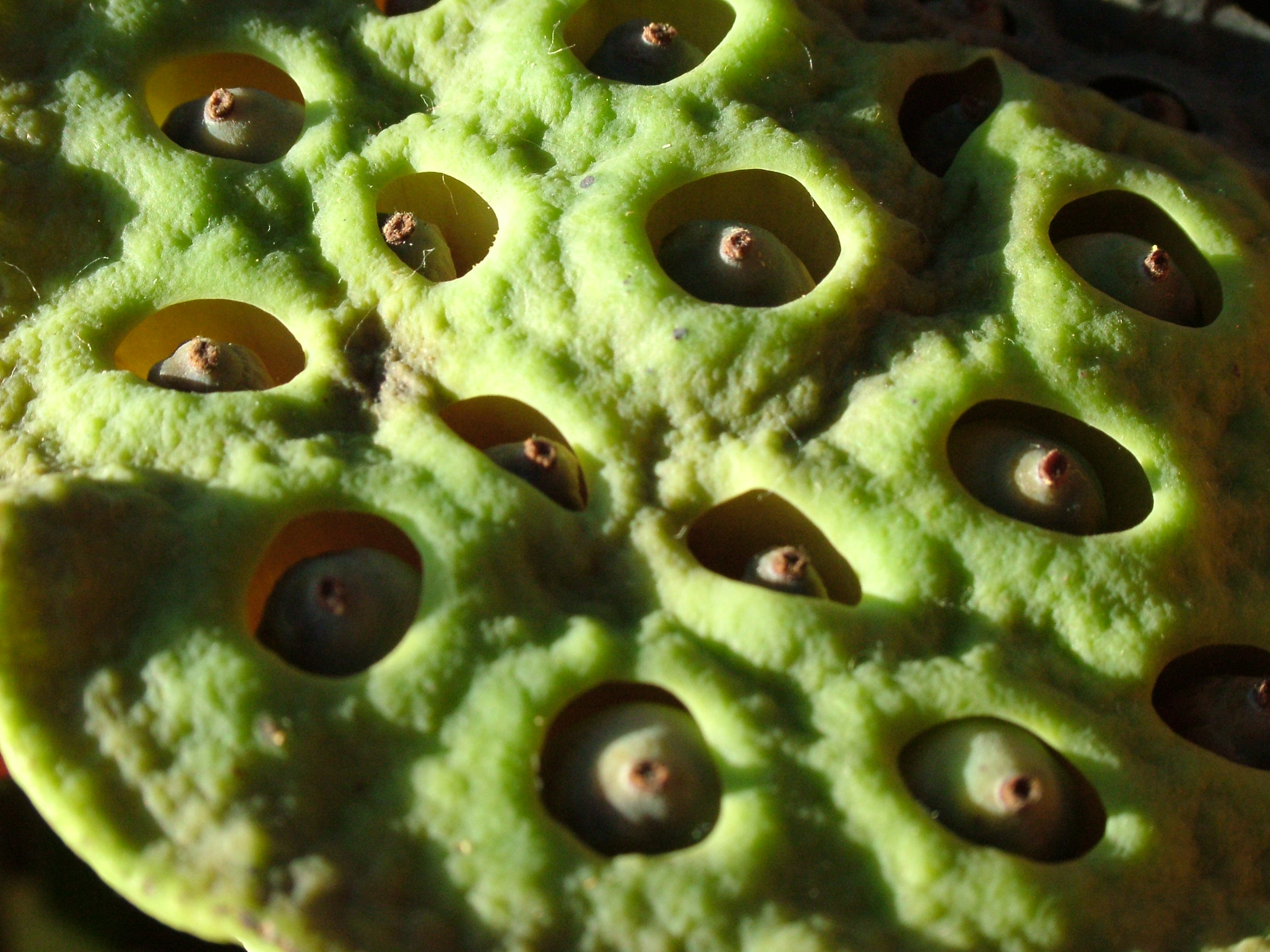
蓮肉
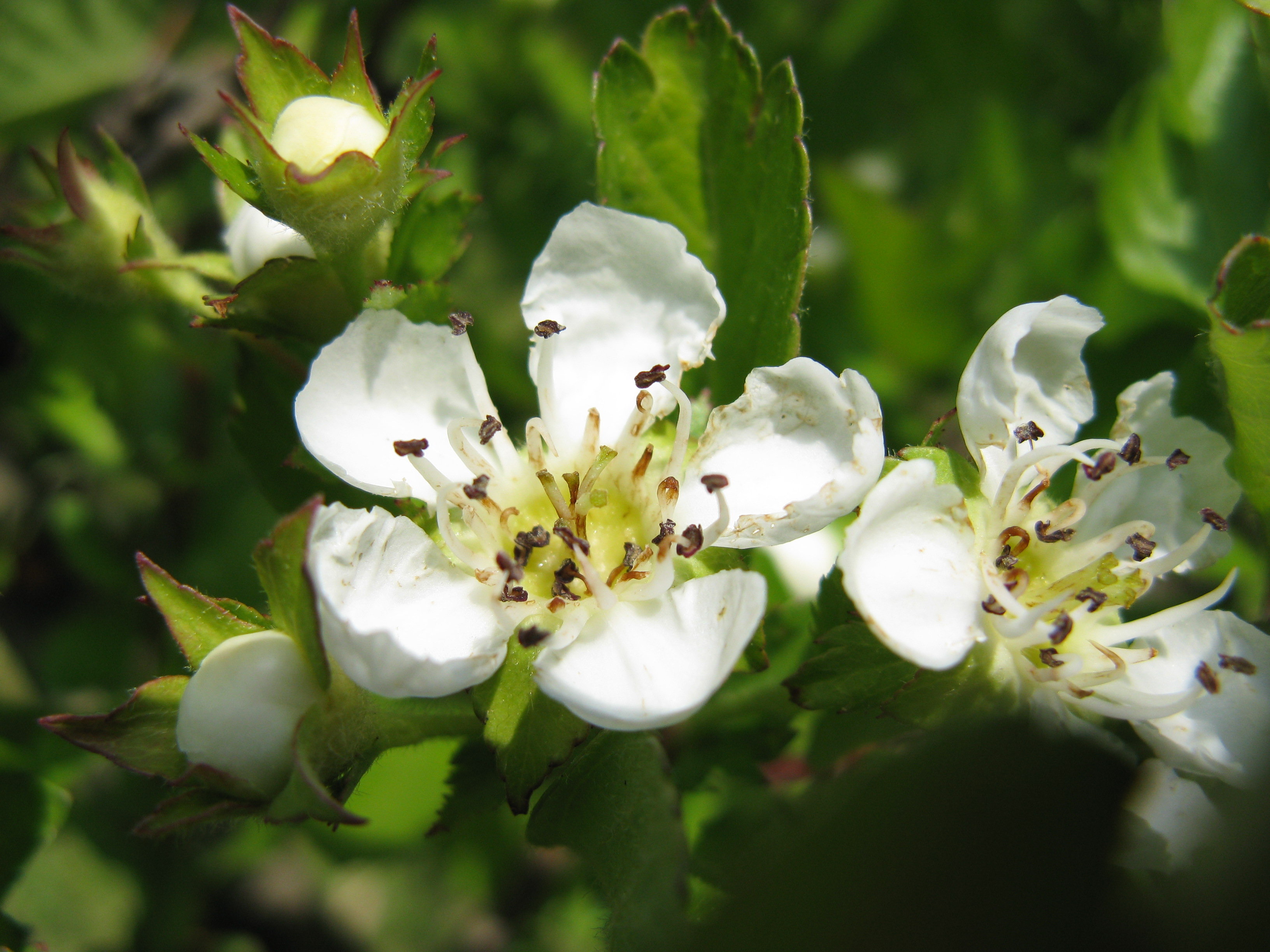
山ざ子
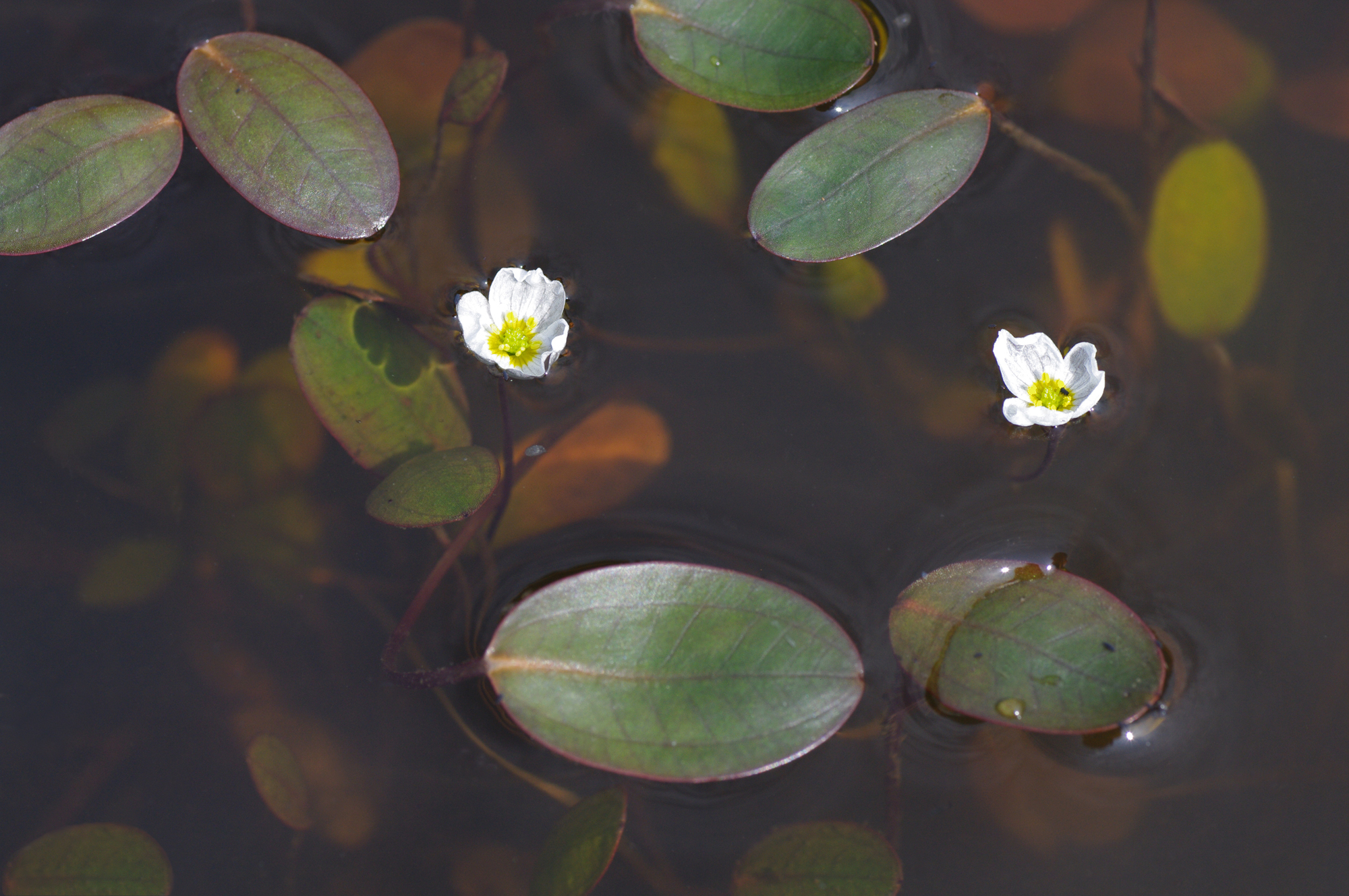
沢瀉
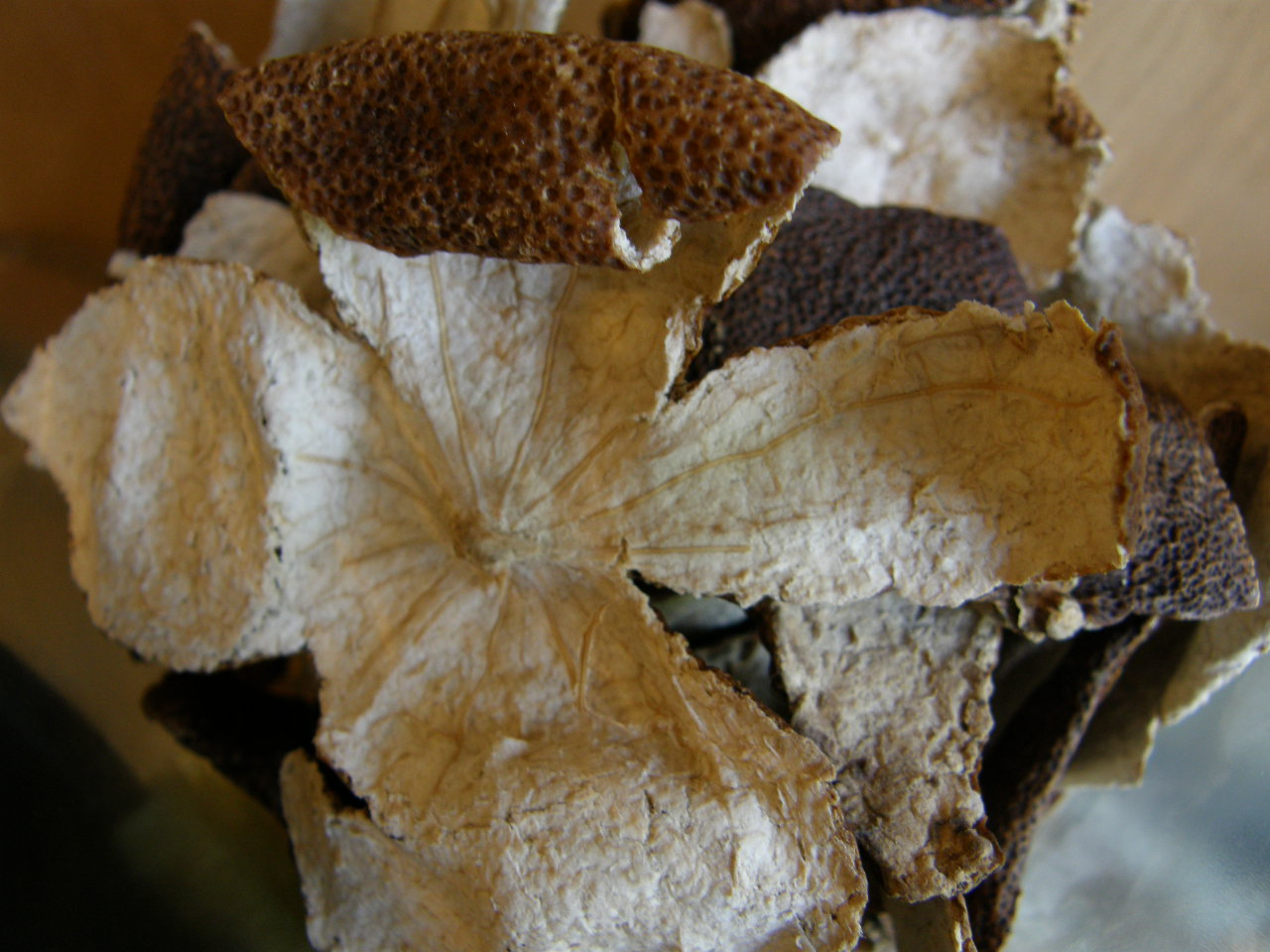
陳皮(チンピ)
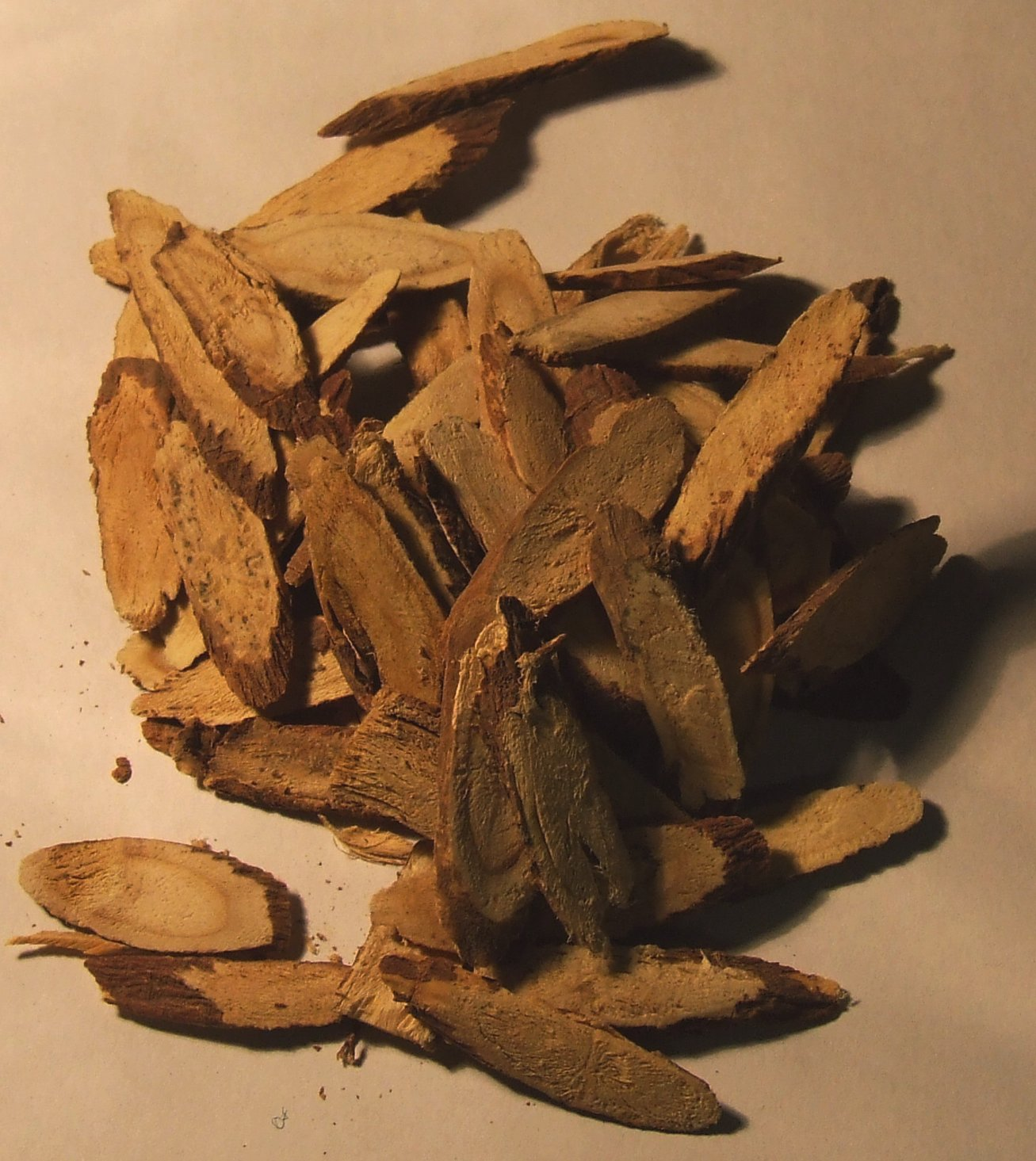
甘草

## 適応
- 虚弱体質
- 胃腸障害
- 胃下垂、胃アトニー
- 消化不良
- 慢性下痢
- 慢性腸炎
- 疲労倦怠
- 食欲不振
- 貧血
- ネフローゼ

## 副作用
- 偽アルドステロン症
- 血圧上昇
- 体重増加
- 手足のしびれ
- ふるえ
- 低カリウム血症
- 発疹
- 発赤
- かゆみ
- 胃の不快感
- 吐き気
- 食欲不振

まれに配合生薬である甘草による偽アルドステロン症（血圧上昇、むくみ、体重増加）、発疹、じんま疹、ミオパシー（低カリウム血症のため、初発症状として脱力感、手足のけいれんや麻痺などがみられる）などをおこすことがある。

## 注意事項
- 甘草を含む製剤、グリチルリチンなどとの飲み合わせに、特に複数の方剤との長期間の併用時には注意が必要。
- 高齢者は生理機能低下のため減量[3]。
- 妊産婦、小児は安全性未確立のため注意[3]。
- 1ヵ月以上服用しても症状がよくならない場合は医師に相談。
- 食前もしくは食間に服用。